# مسجد علي بن أبي طالب (المدينة المنورة)
مسجد علي بن أبي طالب، يعتبر من المساجد الأثرية في المدينة المنورة.

## موقع المسجد
يقع المسجد في الجنوب الشرقي من مسجد الفتح، وبمسافة تُقدر بحوالي مائة متر يوجد مسجد علي بن أبي طالب، وهو يلي مسجد سلمان الفارسي، ويبعد المسجد عن مسجد فاطمة الزهراء، والمعروف قديماً بمسجد سعد بن معاذ 43،00م، أما بُعده عن مسجد عمر بن الخطاب في الشمال الغربي 82،00م، كما يبلغ بُعده عن مسجد أبي بكر الصديق، والواقع في الشمال الغربي منه 132،00م، كما يبعد عن مسجد الفتح في أقصى الشمال من الشعب 230م، ويبلغ بعد المسجد عن طريق السيح الممتد في غرب المسجد 70م.

## سبب التسمية
أن علياً بن أبي طالب صلى فيه العيد الذي صلاهُ بالناس.

## آثار المسجد
- أشار السمهودي إلى وجود آثار مباني في قبلة المسجد من الجهة الشرقية، وأن الشائع لدى الناس أنها بقايا مسجد أبي بكر الصديق، ويتكون مسجد علي بن أبي طالب من جزئين: رواق القبلة والصحن المكشوف، وليس للمئذنة مسجد، ويحتوي على محراب صغير يقع في جدار القبلة، والمدخل الرئيسي للمسجد يقع في الجهة الشمالية، ويؤدي للرواق المكشوف، ويُصعد إليه بواسطة عشر درجات، وجدران المسجد مبنية بالحجارة بسمك يُقدر بـ 75سم.
- أعاد السلطان عبد المجيد الأول عمارته في سنة 1270هـ/1853-1854م حين قام بتجديد وعمارة مسجد الفتح نظراً للتشابه الكبير في شكل ونمط العمارة، وطريقة الإنشاء المتبعة في كلا المسجدين والمتمثلة بالرواق المستطيل ذو القبو المدبب والمتقاطع، والذي يُشرف مباشرةً على الصحن المكشوف من خلال العقد المدبب المتشابه في المسجدين ثم خضع المسجد لعدة ترميمات من قبل وزارة الحج والأوقاف بالمدينة المنورة، وتم تحسين المنطقة المحيطة بالمسجد، وطُليت جدرانه من الداخل والخارج، وتم فرشه وتهيئته للمصلين، وقد بدأت هذه الإصلاحات منذ عام 1399هـ/1979م، واستمرت إل عهد الملك فهد بن عبدالعزيز، وفي عهد الملك عبدالله وجه بإعادة وترميم وإصلاح المسجد بما يضمن الحفاظ على سلامته مع باقي المساجد الأخرى، وقد كُلفت أمانة منطقة المدينة المنورة مع الهيئة العامة للسياحة والآثار بتنفيذالأمر السامي، وقد كُلف عبد العزيز بن عبد الرحمن كعكي باختياره رئيساً للقيام بالمهمة، وبالفعل بدأت اللجنة بدراسة الوضع الراهن للمسجد من واقع الطبيعة، وقامت بعمل مسح رفع سياحي ومسقط أفقي للمسجد، ومن ثم مقارنته بالتصوير الجوي القديم لعام 1398هـ وعام 1387هـ للتعرف على المسقط الأساسي للمسجد، وما تمت زيادته على المسقط خلال السنوات الماضية، وذلك بهدف إعادة المسجد على طبيعته الأولى التي بُني عليها، ومن ثم دراسة أهم مظاهر التدهور والمشاكل البصرية التي يعاني منها المسجد، ورفع هذه المظاهر والمشاكل بصرياً عن طريق التصوير، ومن ثم دراسة تلك المشاكل، ووضع الحلول المقترحة للترميم، ووضع التوصيات اللازمة، والتي يمكن من خلالها وضع برامج وخطط التنفيذ والترميم بما يتناسب مع الأهمية التاريخية للمسجد، ومن أبرز المشاكل البصرية ما يلي:
- تهالك الأبواب الحديدية وسوء التركيب
- هبوط في الأرضيات وتهالك البلاط المزايكو
- سوء تركيب الدربزينات الحديدية
- طلاء رواق القبلة بالبوية الزيتية مما أدى إلى تنافر شديد في ما بينها وبين لون المسجد
- تركيبة شبكة هوائية بشكل عشوائي ساعد على على سوء المنظر الداخلي للمسجد
- تساقط الدهانات والبياض
- ظهور بعض الشروخ في الواجهة الغربية لرواق القبلة والسقف والمحراب، وعلى الواجهة الشمالية أعلى العقد الحجري
- تهالك القاعدة الخرسانية الحاملة لحوائط الصحن المكشوف، وتساقط اللياسة
- تساقط المونة من بين عراميس قطع الأحجار
- تساقط اللياسة عن الدرج الخرساني المؤدي للمسجد

ومن أبرز الحلول المقترحة:
- إزالة الباب الحديد المؤدي للصحن المكشوف، وإعادة تركيب باب يتلائم مع وضع المسجد من حيث الشكل والتصميم
- إزالة البلاط المزايكو الهابط في الصحن المكشوف ورواق القبلة، واستبداله بترابيع من قطع الحجر الأسود المقصوص أو الجرانيت المستخدم في عمارة مسجد قباء ومسجد الفتح
- إزالة البوية الزيتية من رواق القبلة، وإعادة الوضع إلى ماكان عليه في السابق.
- إزالة شبكطة الكهرباء العشوائية، وإعادة تنظيمها وخاصةً طبلون الكهرباء، والاسلاك المنتشرة داخل رواق القبلة، والصحن المكشوف وتنظيمها بشكل مخفي لايؤدي إلى تشويه المسجد
- معالجة البياض في الواجهة الجنوبية، وإزالة البياض المتساقط وإعادة ترميم الواجهة
- بشكل كامل، ومعالجة التنميل في اللياسة والتطبيل في أعلاها
- معالجة الشروخ في الواجهة الغربية لرواق القبلة
- معالجة شروخ السقف في رواق القبلة والمحراب بعد تفريغها جتى الوصول للمباني الحجرية عن طريق حقنها بمادة معالجة للشروخ
- معالجة القاعد الخرسانية الحاملة لحوائط الصحن المكشوف
- معالجة الشروخ في الواجهة الشمالية
- إعادة الطلاء الخارجي لرواق القبلة والصحن المكشوف من الخارج بشكل كامل
- تبليط الدرج الخرساني المؤدي إلى المسجد
- إعادة فرش المسجد بالسجاد أو السراميك أو البساط المخصص للمساجد مع تجهيزه بكافة الخدمات.[4]

## انظر ايضاً
- المدينة المنورة
- مسجد قباء
- مسجد القبلتين
- مسجد سلمان الفارسي

## وصلات خارجية
- الستة لماذا يسميها أهل المدينة بـ"السبعة"؟.[وصلة مكسورة]